# Мини бар
Мини бар је мали фрижидер, обично апсорпциони хладњак, који се обично налази у хотелским собама или собама крузера на крстарењима. Особље хотела пуни га пићима и грицкалицама које гост може купити током боравка. Опремљен је инвентаром робе, са ценовником. Госту се наплаћује роба која се потроши приликом одласка из хотела. Неки новији мини барови користе инфрацрвену везу или друге аутоматизоване методе за снимање куповине. Они открију свако узимање пића или грицкалица и скидају паре са картице госта. То се ради да би се спречио губитак производа и спречила крађа.
Мини бар је обично напуњен малим боцама алкохолних пића, сока, флаширане воде и безалкохолних пића. У њему се такође могу наћи слаткиши, колачи, крекери и друге грицкалице. Цене су углавном високе у поређењу са сличним или истим артиклима купљеним у продавници, јер гост плаћа погодност непосредног приступа као и одржавање бара. Цене се разликују, али није неуобичајено да једна лименка безалкохолног пића кошта 6—10 америчких долара. Због погодности услуге у соби и мини бара, цене које се наплаћују госту су много веће од оних у хотелским ресторанима или продавницама. Пошто је флаширана вода постала популарна код гостију на крузерима и у хотелима од двехиљадитих година, постоји „амбијентално постављање” таквих производа који се наплаћују изван мини бара.
Први мини бар на свету представио је у хотелу Хилтон у Хонг Конгу менаџер Роберт Арнолд, 1974. године. У месецима након његовог увођења продаја пића у соби повећала се за 500%, а укупни годишњи приход хотела Хилтон у Хонг Конгу порастао је за 5%. Следеће године је корпорација Хилтон увела концепт мини бара у свим својим хотелима.
Од двехиљадедесетих година мини барови постају све мање популарни код гостију, а многи хотели су ову карактеристику елиминисали из својих соба. Потребно је много времена да особље поново складишти традиционални инвентар мини барова и прецизно надгледа његову употребу, а грешке су доста честе. Неки гости успели су да се играју традиционалним системом мини бара, као што су замена или пражњење боца, конзумирајући тако пића, а након тога поднели захтев за промену собе и оспоравали трошкове мини бара током одјаве из хотела. Неки новији мини барови користе инфрацрвену везу или друге аутоматизоване методе за снимање куповина, откривање уклањања пића или грицкалица из њих и аутоматски наплаћују услугу преко кредитне картице госта, чак и ако се ставка не потроши.

## Од апсорпцијске расхладне јединице до компресора
Обично се мини бар расхладна јединица разликовала од стандардних фрижидера, користећи апсорпциону технологију. Италијанска компанија први је произвођач мини барова, а она је поставила један у спејс-шатл агенције Наса, 1982. године. Хладњачка јединица компресора, поред тајмера и еутектичке плоче омогућава уштеду више енергије у поређењу са традиционалним апсорпционим мини баром.